# Zoltan Csörsz

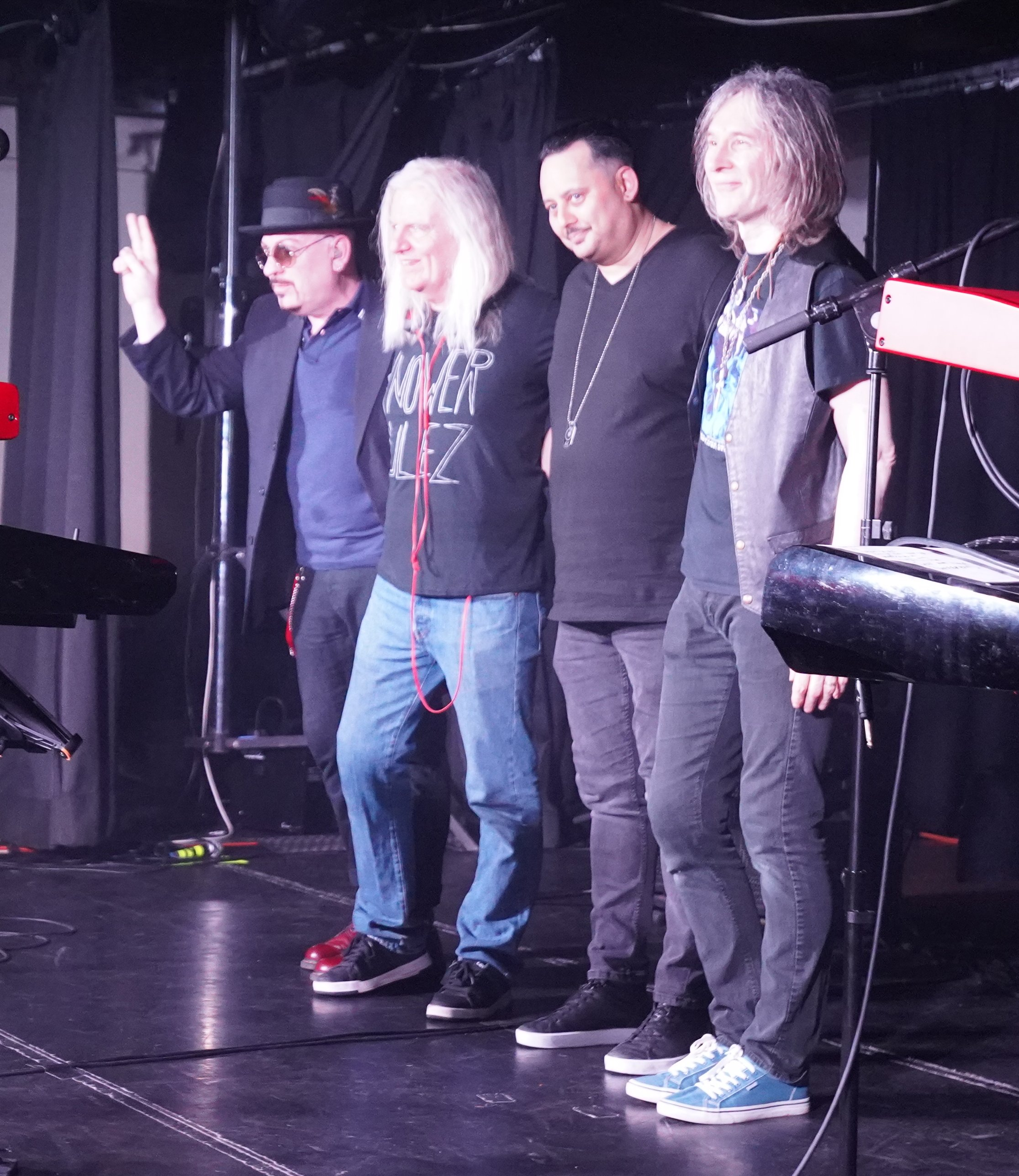
Csörsz (met ketting) in Lifesigns 2022

Zoltan Csörsz (4 juli 1976) is een Zweeds drummer van Hongaarse afkomst.
Hij begon op zijn vijfde jaar met het bespelen van slagwerk en won daarmee op zijn negende al een prijs in zijn geboorteland Hongarije. Nadat hij zijn hobby uitbouwde naar een meer professionele opleiding in Hongarije, vervolgde hij zijn opleiding aan The Jazz Institute in Malmö. Hij kwam daar in aanraking met de Zweedse rockscene. In mei 2001 volgde hij Jaime Salazar op bij The Flower Kings en gaf die groep een meer jazzier klank. In de daarop volgende jaren was Czörsz te vinden op albums en bij optredens van The Flower Kings maar ook bij de daaraan gelieerde muziekgroepen zoals The Tangent en Karmakanic. In 2005 verliet hij The Flower Kings om er in 2007 weer bij te zijn. The Flower Kings namen na de opnamen en bijbehorende tournee van The Sum of No Evil een vijfjarige sabbatical, maar Czörsz speelde vervolgens mee op de diverse soloalbums en andere projecten. Vanaf 2020 is hij te vinden in Lifesigns.

## Discografie

### The Flower Kings
- The Rainmaker (2001) (1 nummer)
- Unfold the future (2002)
- Meet The Flower Kings (2003)
- Adam and Eve (2004)
- The Sum of No Evil (2007)

### Lifesigns
- Altitude (2021)
- Live in the Netherlands (2023)

### Anderen
- Tomas Bodin: Pinup guru (2002)
- Karmakanic: Entering the spectra
- The Tangent: the music that died alone (2002)
- Time Requiem: The inner circle of reality (2004) (samen met Jonas Reingold)
- Bentzon Brotherhood: Godzilla (2004)
- The Tangent: The world that we drive through (2004)
- The Tangent: Going Off on One (2007)
- Karmakanic: Who's the boss in the factory
- Jan Lundgren trio: European standards (2009)
- Vindictiv: Ground Zero (2009)
- Agents of Mercy: The fading ghosts of twilight (2009)
- Kee Marcello: Redux; Europe (2011)

- Bibliothèque nationale de France: cb161994380 (data)
- International Standard Name Identifier: 0000 0000 7944 8246
- MusicBrainz: 89df4c7f-f684-4ead-8d88-e57fcdff60fb
- Système universitaire de documentation: 157587509
- Virtual International Authority File: 195149196533174792230